# خباثت ذاتی (فیلم)
خباثت ذاتی یا فساد ذاتی (انگلیسی: Inherent Vice) یک فیلم سینمایی آمریکایی در ژانر نئو-نوآر و فیلم جنایی به کارگردانی پل توماس اندرسن است که در سال ۲۰۱۴ منتشر شد.
این فیلم نامزد هشتاد و هفتمین دوره جوایز اسکار برای جایزه اسکار بهترین فیلم‌نامه اقتباسی گردید.

## بازیگران
- بنیسیو دل تورو
- جینی برلین
- واکین فینیکس
- کاترین واترستون
- جاش برولین
- کوین جی اکونر
- مارتین شورت
- اوون ویلسون
- ریس ویترسپون
- جوانا نیوسام
- هانگ چائو
- اما دومان